# Museu Nacional de Poznań
El Museu Nacional de Poznań (polonès: Muzeum Narodowe w Poznaniu), a Polònia, abreujat habitualment com a MNP, és una institució cultural pública i un dels museus més grans de Polònia. Acull una rica col·lecció de pintures poloneses des del segle xvi, i una col·lecció de pintures estrangeres (italiana, espanyola, holandesa i alemanya). El museu també acull col·leccions numismàtiques i una galeria d'arts aplicades.

## Història
El museu es va fundar el 1857 amb el nom de Museu de les antiguitats poloneses i eslaves. Durant la Segona Guerra Mundial, l'edifici es va danyar i la col·lecció va ser saquejada per l'exèrcit alemany, mentre que moltes de les exposicions del museu, incloses les col·leccions naturalistes i etnogràfiques, van ser destruïdes. Després de la guerra, el govern polonès va recuperar la majoria de les obres confiscades pels nazis.

## Col·leccions
Les col·leccions del museu s’exhibeixen en set àrees temàtiques que exploren les principals tendències i disciplines d’una època: Galeria de l'Antiguitat, l'edat mitjana, l'art polonès dels segles XVI - XVIII segle, i a la nova ala, la galeria d'art polonès, des del període del Repartiment de Polònia fins al final de la Segona Guerra Mundial, el museu d'art europeu (o pintura estrangera), la galeria d'art modern, cartells i grafisme.

### Galeria de pintura estrangera
L'edifici principal acull una de les galeries de pintura estrangeres més grans de Polònia, originària principalment de la col·lecció del comte Atanazy Raczyński:

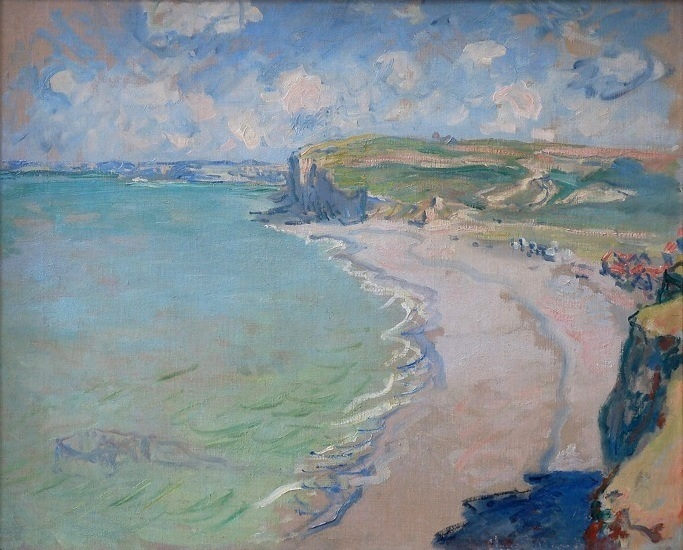
Platja de Pourville, Claude Monet, 1882.

- Sofonisba Anguissola, El Joc de fracassos,
- Angelo Bronzino, Retrat de Cosme de Mèdici amb cuirassa,
- Alonso Sánchez Coello, El Festin reial,
- Jan van Kessel el jove, Nans amb un gos,
- Quentin Matsys, Mare de Déu i Infant amb el xai,
- Juan Carreño de Miranda, L'Assumpció,
- Claude Monet, la Platja de Pourville
- Johann Friedrich Overbeck, El casament,
- Francesco Raibolini, Mare de Déu i Infant amb sant Francesc,
- Frans Snyders, Wild Boar Hunt,
- Bernardo Strozzi, El Rapte d'Europa,
- Diego Velázquez (o el seu taller), Dona cega,
- Francisco de Zurbarán, Mare de Déu del Rosari venerada pels cartoixans.